# Soricini
Soricini es una tribu de mamíferos soricomorfos de la familia Soricidae. 

## Géneros
- Alloblairinella, (†)
- Alluvisorex, (†)
- Anchiblarinella, (†)
- Antesorex, (†)
- Carposorex, (†)
- Clapasorex, (†)
- Cokia, (†)
- Crocidosorex, (†)
- Dimylosorex, (†)
- Dolinasorex, (†)
- Drepanosorex, (†)
- Florinia, (†)
- Lartetium, (†)
- Paenepetenyia, (†)
- Petenyia, (†)
- Sorex, Linneo, 1758
- Srinitium, (†)
- Ulmensia, (†)
- Viretia,[2] (†)